# Alex Flinn
Alexandra Flinn ( Long Island, Nueva York ,23 de octubre de 1966) es una escritora estadounidense de novelas para adultos jóvenes. Sus libros han aparecido en las listas de libros más vendidos del New York Times y USA Today y han sido traducidos a más de veinte idiomas extranjeros. Muchos de sus libros han figurado en las listas de los mejores libros para adultos jóvenes de la Asociación de Bibliotecas de Estados Unidos, así como en Quick Picks for Reluctant Young Adult Readers. Muchas de sus novelas son versiones modernizadas de cuentos de hadas clásicos.

## Biografía
Alex Flinn nació en Long Island, Nueva York y creció en Syosset, Nueva York y Miami, Florida. A la edad de cinco años, comenzó a pensar en ser escritora y envió sus primeros esfuerzos a revistas como Highlights, que no los publicaron. A los doce años se mudó a Palmetto Bay, Florida, un suburbio de Miami, donde aún vive. Luchó por hacer amigos en su nueva escuela y ha dicho que esta experiencia inspiró gran parte de su escritura para adultos jóvenes, particularmente su libro Breaking Point.
Se graduó de Miami-Palmetto High School y estaba en un programa de artes escénicas llamado PAVAC (Performing And Visual Arts Center), que inspiró parte de su libro, Diva. Se graduó de la Universidad de Miami con un título en interpretación vocal (ópera), luego fue a la facultad de derecho en la Universidad Nova Southeastern. Ejerció la abogacía durante 10 años antes de dejar su trabajo diario para dedicarse a tiempo completo a la escritura, luego de la aceptación de su tercer libro.

## Libros
- Breathing Underwater (2001),[4] elegido como uno de los 10 mejores libros de ALA para adultos jóvenes y ganó el premio Maryland Black-Eyed Susan

- Breaking Point (2002), elegido como una opción rápida para lectores adultos jóvenes reacios
- Nothing to Lose (2004), elegido como uno de los 10 mejores libros de misterio juvenil de la lista de libros, el mejor libro para adultos jóvenes de la Asociación Estadounidense de Bibliotecas y una selección rápida de la Asociación Estadounidense de Bibliotecas para lectores adultos jóvenes reacios
- Fundido a negro (2005)
- Diva (2006), una secuela de Respiración bajo el agua
- A Kiss in Time (2009), una versión moderna de La Bella Durmiente[5]
- Cloaked (2011), basado en varios cuentos de hadas, incluidos El príncipe rana, El zapatero y los duendes y Los seis cisnes .
- Towering (2013), un recuento de Rapunzel.
- Chicas de julio (2019)

### Serie Crónicas de Kendra
- Beastly (2007), ganó el premio del Día del Autor de la Biblioteca Pública de Detroit y fue un éxito de ventas número 1 en el New York Times después de ser adaptado a una película de 2011 .
- Beastly: Lindy's Diary (2012), un libro electrónico original y también publicado como parte de una edición especial de Beastly
- Bewitching (2012), un recuento de Cenicienta, con mini-cuentos sobre Hansel y Gretel, La princesa y el guisante y La sirenita .
- Mirrored (2015), un recuento de Blancanieves[6]
- Beheld (2017), basado en varios cuentos de hadas, incluidos Caperucita Roja, Rumpelstiltskin, Al este del sol y al oeste de la luna y El patito feo .

## Premios y reconocimientos
La Asociación Estadounidense de Bibliotecas ha incluido sus libros en lista de Mejores libros para jóvenes adultos y en Selecciones rápidas para lectores jóvenes.
Además sus libros han sido nominados a numerosos premios estatales:
- En 2003 ALA (American Library Association) Quick Pick
- En 2004 Breathing Underwater ganó el premio Maryland Black-Eyed Susan Award..
- El premio juvenil 2005 del ALA Best Book
- La Bestia ganó el VOYA Editor´s Choice en 2007
- En 2009 Beastly fue nominado para el premio Lone Star State.
- Premio del Día del Autor de la Biblioteca Pública de Detroit.
- Premio juvenil 2008 de la New York Public Library Book.